# Herb gminy Miedziana Góra
Herb gminy Miedziana Góra – jeden z symboli gminy Miedziana Góra, autorstwa Andrzeja Trybunalskiego, ustanowiony po 1995.

## Wygląd i symbolika
Herb przedstawia na tarczy dzielonej w słup czerwoną belkę (symbolizującą miejscowe złoża miedzi i nazwę gminy), w polu lewym białym skalnika w brązowym stroju ze złotym kilofem, stojącego na czarnej skale (ruda żelaza), natomiast w polu prawym, od góry: trzy złote korony na białym tle (godło z herbu Aron), dwa niebieskie faliste pasy o różnych odcieniach (symbol rzek: Bobrza i Sufraganiec) oraz złoty monogram SAR na zielonym tle, nawiązujący do lasów gminy oraz króla Stanisława Augusta Poniatowskiego, z którego inicjatywy ruda z Miedzianej Góry służyła do produkcji polskiego pieniądza. 